# Charles Fox (Mathematiker)
Charles Fox (* 17. März 1897 in London; † 30. April 1977 in Montreal) war ein britisch-kanadischer Mathematiker.

## Leben
Fox studierte ab 1915 mit einem Stipendium an der Universität Cambridge und absolvierte die Tripos-Prüfungen mit Bestnoten. Sein Studium wurde vom Wehrdienst 1917/18 im Ersten Weltkrieg in Frankreich unterbrochen. 1919 wurde er Lecturer am Imperial College London und 1920 am Birkbeck College. 1927 wurde er bei George Jeffery an der Universität London promoviert. 1932 heiratete er und 1949 wanderte er nach Kanada aus, wo er an der McGill University lehrte und 1956 eine volle Professur erhielt. 1967 wurde er emeritiert, unterrichtete aber weiter an der heutigen Concordia University in Montreal.
Er befasste sich mit verallgemeinerten hypergeometrischen Funktionen, Speziellen Funktionen, Integraltransformationen, Integralgleichungen, statistischen Verteilungen und Mathematik der Navigation. 1961 führte er die Fox´sche H-Funktion ein, eine Verallgemeinerung der Meijerschen G-Funktion.
1976 erhielt er einen Ehrendoktor der Concordia University. 1961 wurde er Fellow der Royal Society of Canada.

## Schriften
- An introduction to the calculus of variations, 1950, 2. Auflage 1963
- The G and H functions as symmetrical Fourier kernels, Transactions of the American Mathematical Society, Band 98, 1961, S. 395–429 (H-Funktion von Fox)